# منطقه آلوتائو
منطقه آلوتائو یکی از منطقه های استان خلیج میلنه واقع در کشور پاپوآ گینه نو می باشد. مرکز این منطقه آلوتائو است. این منطقه خود از ۷ فرمانداری محلی تشکیل می گردد که هر فرمانداری به منظور سهولت در امر آمارگیری خود به چند بخش تقسیم می شود. طبق سرشماری سال ۲۰۰۰ میلادی جمعیت این منطقه ۷۴٬۱۱۶ نفر بوده است.

## تقسیمات
این منطقه دارای ۷ فرمانداری محلی است که اسامی آن ها به شرح زیر است:
- فرمانداری محلی شهری آلوتائو

- فرمانداری محلی روستایی داگا

- فرمانداری محلی روستایی هوهو

- فرمانداری محلی روستایی ماکاماکا

- فرمانداری محلی روستایی ماراماتانا

- فرمانداری محلی روستایی سوآئو

- فرمانداری محلی روستایی ورائورا